# Wereldruiterspelen 2014
De Wereldruiterspelen 2014 vormden de zevende editie van dit vierjaarlijkse paardensportevenement dat door de Fédération Équestre Internationale (FEI) wordt georganiseerd. Ze werden gehouden van 23 augustus tot en met 7 september 2014 in de Franse regio Normandië. De evenementen gingen door in vijf verschillende steden, met name Caen, Deauville, Le Pin-au-Haras, Saint-Lô en Sartilly.
In acht paardensportdisciplines werd er op 27 onderdelen gestreden voor de wereldtitel. Het was de eerste keer dat de Wereldruiterspelen in Frankrijk gehouden werden.

## Disciplines
Op deze Wereldruiterspelen stonden, net als vier jaar eerder, acht onderdelen op het programma. In 27 onderdelen konden medailles gewonnen worden. Horseball en polo werden als demonstratiesporten opgenomen in het programma. De uitslagen van deze twee onderdelen golden niet mee voor het medailleklassement.
| - Dressuur - Dressuur voor gehandicapten - Endurance - Eventing - Horseball (demonstratie) | - Mensport - Polo (demonstratie) - Reining - Springen - Voltige |

## Uitslagen
| Event                                                 | Goud | Zilver | Brons |
| ----------------------------------------------------- | --- | --- | --- |
| Dressuur grand prix special                           | Charlotte Dujardin met Valegro | Helen Langehanenberg met Damon Hill | Kristina Sprehe met Desperados |
| Dressuur grand prix freestyle                         | Charlotte Dujardin met Valegro | Helen Langehanenberg met Damon Hill | Adelinde Cornelissen met Parzival |
| Dressuur team grand prix                              | Duitsland Isabell Werth met Bella Rose Helen Langehanenberg met Damon Hill Kristina Sprehe met Desperados Fabienne Lütkemeier met D'Agostino                 | Groot-Brittannië Charlotte Dujardin met Valegro Carl Hester met Nip Tuck Michael Eilberg met Half Moon Delphik Gareth Hughes met Stenkjers Nadonna                        | Nederland Adelinde Cornelissen met Parzival Hans Peter Minderhoud met Johnson Diederik van Silfhout met Arlando Edward Gal met Voice                               |
| Dressuur voor gehandicapten individueel Ia            | Sophie Christiansen met Janeiro 8 | Sara Morganti met Royal Delight | Laurentia Tan met Ruben James 2 |
| Dressuur voor gehandicapten individueel Ib            | Lee Pearson met Zion | Pepo Puch met Fine Feeling | Nicole den Dulk met Wallace |
| Dressuur voor gehandicapten individueel II            | Rixt van der Horst met Uniek | Natasha Baker met Cabral | Lauren Barwick met Off to Paris |
| Dressuur voor gehandicapten individueel III           | Hannelore Brenner met Women of the World | Sanne Voets met Vedet | Susanne Jensby Sunesen met Thy's Que Faire |
| Dressuur voor gehandicapten individueel IV            | Michèle George met FBW Rainman | Sophie Wells met Valerius | Frank Hosmar met Alphaville NOP |
| Dressuur voor gehandicapten individueel freestyle Ia  | Sarah Morganti met Royal Delight | Sophie Christiansen met Janeiro | Elke Philipp met Regaliz |
| Dressuur voor gehandicapten individueel freestyle Ib  | Lee Pearson met Zion | Pepo Puch met Fine Feeling | Nicole den Dulk met Wallace |
| Dressuur voor gehandicapten individueel freestyle II  | Rixt van der Horst met Uniek | Lauren Barwick met Off to Paris | Demi Vermeulen met Vaness |
| Dressuur voor gehandicapten individueel freestyle III | Sanne Voets met Vedet | Hannelore Brenner met Women of the World | Annika Lykke Risum met Aros a Ferris |
| Dressuur voor gehandicapten individueel freestyle IV  | Michèle George met FBW Rainman | Sophie Wells met Valerius | Frank Hosmar met Alphaville NOP |
| Dressuur voor gehandicapten team                      | Groot-Brittannië Sophie Christiansen met Janeiro Lee Pearson met Zion Natasha Baker met Cabral Sophie Wells met Valerius                                     | Nederland Frank Hosmar met Alphaville NOP Sanne Voets met Vedet Rixt van der Horst met Uniek Demi Vermeulen met Vaness                                                    | Duitsland Elke Philipp met Regaliz Hannelore Brenner met Women of the World Carolin Schnarre met Del Rusch Britta Napel met Let's Dance 89                         |
| Endurance individueel                                 | Hamdan bin Mohamed al Maktoum met Yamamah | Marijke Visser met Laiza de Jalima | Abdulrahman Saad Al Sulaiteen met Koheilan Kincso |
| Endurance team                                        | Spanje Jaume Punti Dachs met Novisaad d'Aqui Jordi Arboix Santacreu met Mystair des Aubus Cervera Sanchez-Arnedo met Strawblade                              | Frankrijk Jean-Philippe Francès met Secret de mon Cœur Franck Laousse met Nyky de la Fontaine Nicolas Ballarin met Lemir de Gargassan Denis Le Guillou met Otimmins Armor | Zwitserland Barbara Lissarrague met Preume de Paute Sonja Fritschi met Okkarina d'Alsace Andrea Amacher met Rustik d'Alsace                                        |
| Eventing individueel                                  | Sandra Auffarth met Opgun Louvo | Michael Jung met Fischerrocana FST | William Fox-Pitt met Chilli Morning |
| Eventing team                                         | Duitsland Sandra Auffarth met Opgun Louvo Michael Jung met Fischerrocana FST Ingrid Klimke met Frh Escada Js Dirk Schrade met Hop And Skip                   | Groot-Brittannië William Fox-Pitt met Chilli Morning Zara Phillips met High Kingdom Tina Cook met De Novo News Harry Meade met Wild Lone                                  | Nederland Elaine Pen met Vira Tim Lips met Keyflow NOP Merel Blom met Rumour Has It Andrew Heffernan met Boleybawn Ace                                             |
| Mensport individueel                                  | Boyd Exell | Chester Weber | Theo Timmerman |
| Mensport team                                         | Nederland | Duitsland | Hongarije |
| Reining individueel                                   | Shawn Flarida met Spooks Gotta Whiz | Andrea Fappani met Custom Cash Advance | Mandy McCutcheon met Yellow Jersey |
| Reining team                                          | Verenigde Staten Shawn Flarida met Spooks Gotta Whiz Mandy McCutcheon met Yellow Jersey Andrea Fappani met Custom Cash Advance Jordan Larson met Mobster     | België Ann Poels met Nic Ricochet Cira Baeck met Colonels Shining Gun Bernard Fonck met Sail On Top Whizard Piet Mestdagh met Spat Mano War                               | Oostenrijk Martin Mühlstätter met Wimpys Little Buddy Rudi Kronsteiner met Dr Lee Hook Tina Künstner-Mantl met Cashn Rooster Markus Morawitz met Dun It Whiz Jerry |
| Springen individueel                                  | Jeroen Dubbeldam met Zenith FN | Patrice Delaveau met Orient Express HDC | Beezie Madden met Cortes C |
| Springen team                                         | Nederland Jeroen Dubbeldam met Zenith FN Maikel van der Vleuten met VDL Groep Verdi TN NOP Jur Vrieling met VDL Bubalu Gerco Schröder met Glock's London NOP | Frankrijk Simon Delestre met Qlassic Bois Margot Pénélope Leprévost met Flora de Mariposa Kevin Staut met Reveur de Hurtebise HDC Patrice Delaveau met Orient Express HDC | Verenigde Staten McLain Ward met Rothchild Kent Farrington met Voyeur Lucy Davis met Barron Beezie Madden met Cortes C                                             |
| Voltige individueel mannen                            | Jacques Ferrari met Poivre Vert | Nicholas Andreani met Just a Kiss HN | Erik Oese met Calvador 5 |
| Voltige individueel vrouwen                           | Joanne Eccles met WH Bentley | Anna Cavallaro met Harley | Simone Jaiser met Luk |
| Voltige team                                          | Duitsland | Zwitserland | Frankrijk |

## Medaillespiegel
| Plaats | Land                         | Goud | Zilver | Brons | Totaal |
| 1      | Groot-Brittannië             | 7    | 6      | 2     | 15     |
| 2      | Nederland                    | 6    | 3      | 9     | 18     |
| 3      | Duitsland                    | 5    | 6      | 4     | 15     |
| 4      | Verenigde Staten             | 2    | 2      | 3     | 7      |
| 5      | België                       | 2    | 1      | 0     | 3      |
| 6      | Frankrijk                    | 1    | 4      | 1     | 6      |
| 7      | Oostenrijk                   | 1    | 2      | 1     | 4      |
| 8      | Italië                       | 1    | 2      | 0     | 3      |
| 9      | Australië                    | 1    | 0      | 0     | 1      |
| 9      | Spanje                       | 1    | 0      | 0     | 1      |
| 9      | Verenigde Arabische Emiraten | 1    | 0      | 0     | 1      |
| 12     | Zwitserland                  | 0    | 1      | 2     | 3      |
| 13     | Canada                       | 0    | 1      | 1     | 2      |
| 14     | Denemarken                   | 0    | 0      | 2     | 2      |
| 15     | Hongarije                    | 0    | 0      | 1     | 1      |
| 15     | Qatar                        | 0    | 0      | 1     | 1      |
| 15     | Singapore                    | 0    | 0      | 1     | 1      |
| Totaal | Totaal                       | 28   | 28     | 28    | 84     |

## Deelnemende landen
Er namen 75 landen deel aan deze Wereldruiterspelen, zeventien meer dan in 2010.
- Algerije
- Amerikaanse Maagdeneilanden
- Argentinië
- Australië
- Azerbeidzjan
- Bahrein
- België
- Bermuda
- Brazilië
- Canada
- Chili
- China
- Chinees Taipei
- Colombia
- Costa Rica
- Denemarken
- Dominicaanse Republiek
- Duitsland
- Ecuador
- Egypte
- El Salvador
- Estland
- Finland
- Frankrijk
- Georgië

- Griekenland
- Groot-Brittannië
- Guatemala
- Hongarije
- Hongkong
- Ierland
- India
- Israël
- Italië
- Japan
- Jordanië
- Kazachstan
- Letland
- Litouwen
- Luxemburg
- Maleisië
- Marokko
- Mauritius
- Mexico
- Nederland
- Nieuw-Zeeland
- Noorwegen
- Oekraïne
- Oman
- Oostenrijk

- Palestina
- Peru
- Polen
- Portugal
- Qatar
- Rusland
- Saoedi-Arabië
- Singapore
- Slovenië
- Slowakije
- Spanje
- Syrië
- Thailand
- Tsjechië
- Tunesië
- Turkije
- Uruguay
- Venezuela
- Verenigde Arabische Emiraten
- Verenigde Staten
- Wit-Rusland
- Zuid-Afrika
- Zuid-Korea
- Zweden
- Zwitserland